# コミュニケーション障害
コミュニケーション障害（コミュニケーションしょうがい）とは、他人に自分の意志を伝えたり、相手の意志を理解することが困難となる障害のこと。

## 概要
視覚や聴覚の障害によるもの（場面緘黙症、吃音など）、発声の障害によるもの、知的障害によるもの、発達障害によるものなどがある。県立広島大学保健福祉学部には、コミュニケーション障害学科が置かれている。

## 通俗的な用法
医学用語の障害とは関係無く、個人の性格によって他人とのかかわりを避ける傾向、他人に無関心な傾向を指す用法もあり、これについては俗にコミュ障という。